# Енглески доручак (чај)
Енглески доручак је традиционална мешавина црних чајева пореклом из Асама, Цејлона и Кеније. То је један од најпопуларнијих мешавина чајева, уобичајен у британској и ирској култури испијања чаја.
„Енглески доручак” је мешавина црног чаја која се обично описује као пуна, робусна, богата и помешана да се добро слаже са млеком и шећером, у стилу који се традиционално повезује са обилним енглеским доручком.
Црни чајеви укључени у мешавину варирају, при чему преовладавају асамски, цејлонски и кенијски чајеви, а кимун се понекад укључује у скупље мешавине.

## Порекло и историја
Приче о пореклу чаја се разликују. Испијање мешавине црних чајева за доручак је дугогодишњи британски и ирски обичај. Израз чај за доручак продавци су примењивали најмање од касног 18. века.
Тврди се да тренутни назив чај за доручак није настао у Енглеској, већ у Америци, још из колонијалних времена. Додатни извештај (који се позива на чланак из часописа Journal of Commerce) датира мешавину из 1843. године и трговца чајем по имену Ричард Дејвис у Њујорку. Дејвис, енглески имигрант, почео је са базом Конгоу и додао мало Пекое и Поуцхонг. Продавао се за 50 центи по фунти ( 0,45 kg ) (еквивалентно 16,87 долара по курсу фунте из 2024), а остварени спех је довео до имитација, што је помогло популаризацији имена.
У Великој Британији, популаризација чаја за доручак се делимично приписује краљици Викторији. У Балморалу она је 1892. пробала и уживала у мешавини тако названој и вратила се у Лондон са залихама.
Упркос шкотском пореклу овог чаја, мешавина је касније добила префикс „енглески”.